# S/S Ejdern
För ångfartyget byggt 1898, se S/S Ejdern (1898), för motorfartyget Ejdern byggt 1916, se M/S Ejdern af Stockholm, för den åländska färjan, se M/S Ejdern.
S/S Ejdern är ett av världens äldsta koleldade propellerdrivna ångfartyg med originalmaskin. Fartyget sattes i tjänst år 1880. Dess hemmahamn är sedan år 1906 i yttre Maren i Södertälje. Ejdern finns sedan år 2002 med på listen över Kulturmärkta fartyg i Sverige.

## Bakgrund
Ångfartyget byggdes ursprungligen av Göteborgs Mekaniska Werkstad år 1880. Under sina första år trafikerade S/S Ejdern Göteborgs skärgård. Från 1898 till 1905 gick båten i trafik i Roxen. Efter detta flyttade fartyget runt mellan flera hamnar i Mellansverige.
År 1906 kom S/S Ejdern till Södertälje. Ursprungligen trafikerade hon sträckan från Södertälje till Mörkö, samt körde frakt i östra Mälaren. Från år 1914 till 1957 hade båten en och samma befälhavare, Rickard Fredmark. Han sålde sedan Ejdern till Södertälje stad. Vid den tiden var båten i mycket dåligt skick, och visade inte vinst. Staden beslutade efter detta att båten skulle sänkas utanför Landsort.
År 1964 skänktes fartyget dock till Föreningen för bevarande av gamla båtar. Ur denna bröt sig sedan Museiföreningen Ångfartyget Ejdern ut, vilka äger fartyget idag. Sedan 1976 har de kört fartyget i trafik runt Södertälje. Från 1984 började man återigen driva henne med koleldning.
S/S Ejdern tar 90 passagerare och trafikerar numera mest rutten mellan Södertälje och Adelsö via Birka (Björkö). Fartyget gör även enstaka turer från Södertälje till Mariefred, Stockholm samt Oaxen. Trafiken pågår från början av maj till mitten av september.

## Bilder

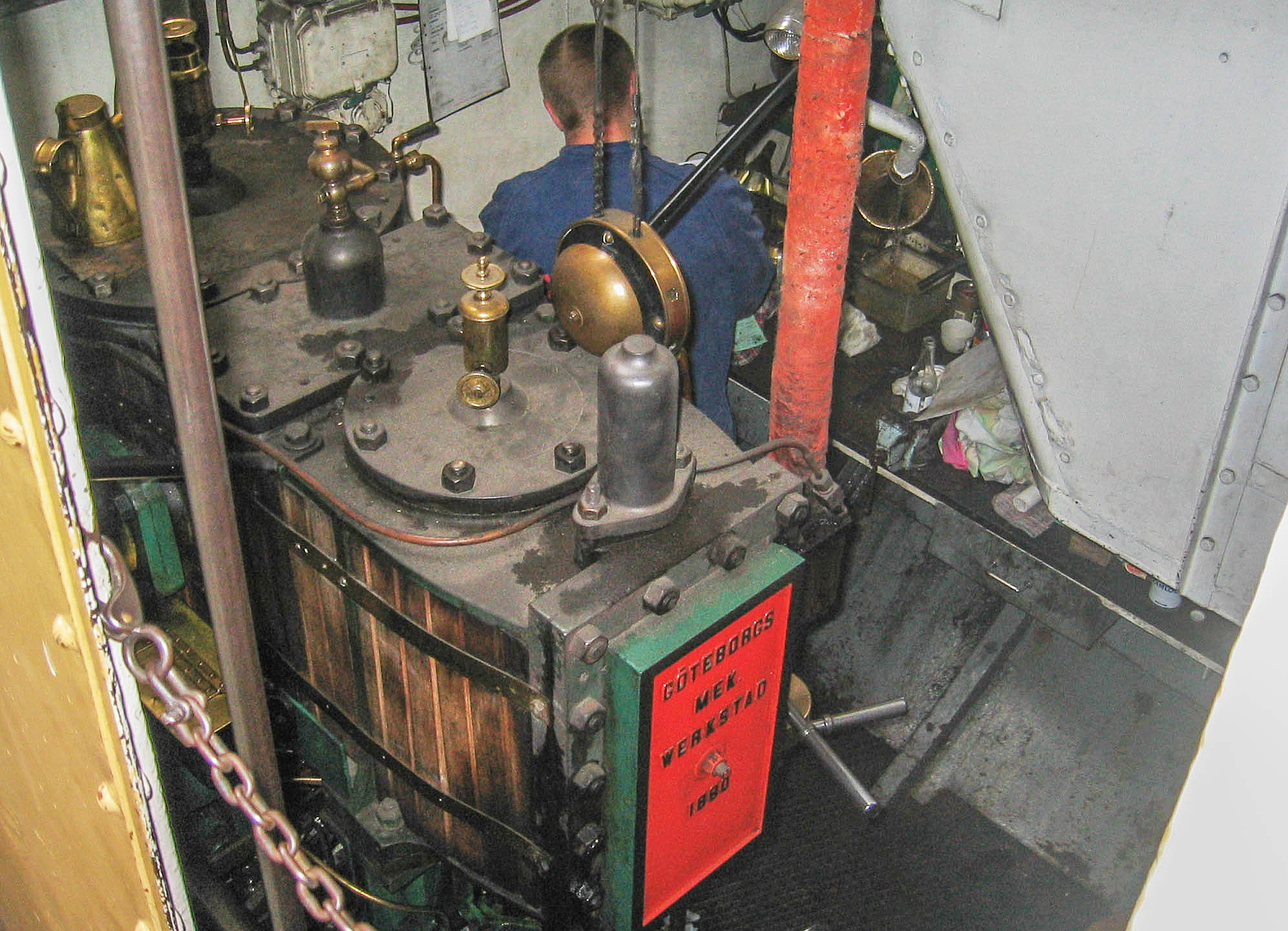
Ejderns ångmaskin 2005
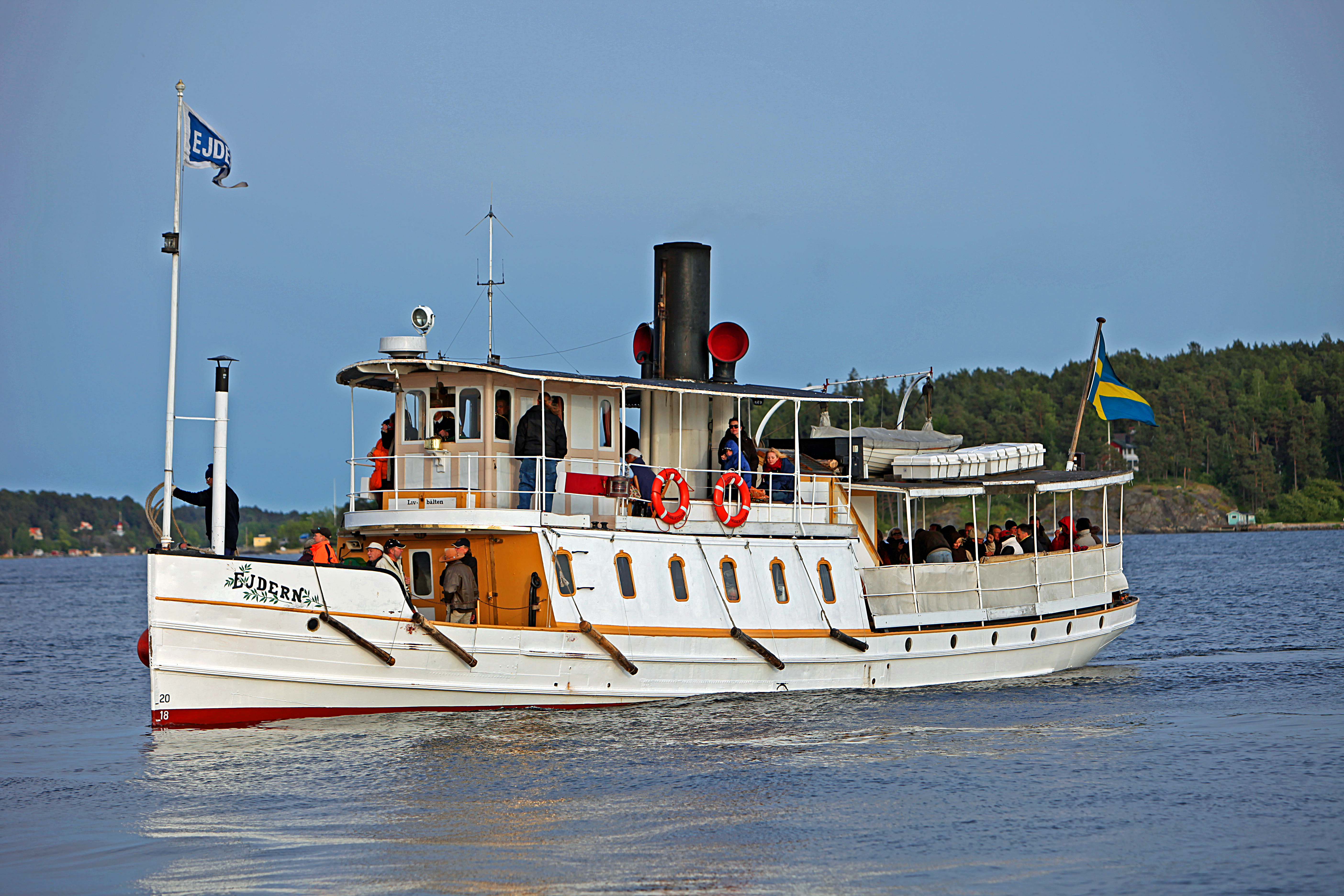
Ejdern på Söderfjärden utanför Vaxholm 2009
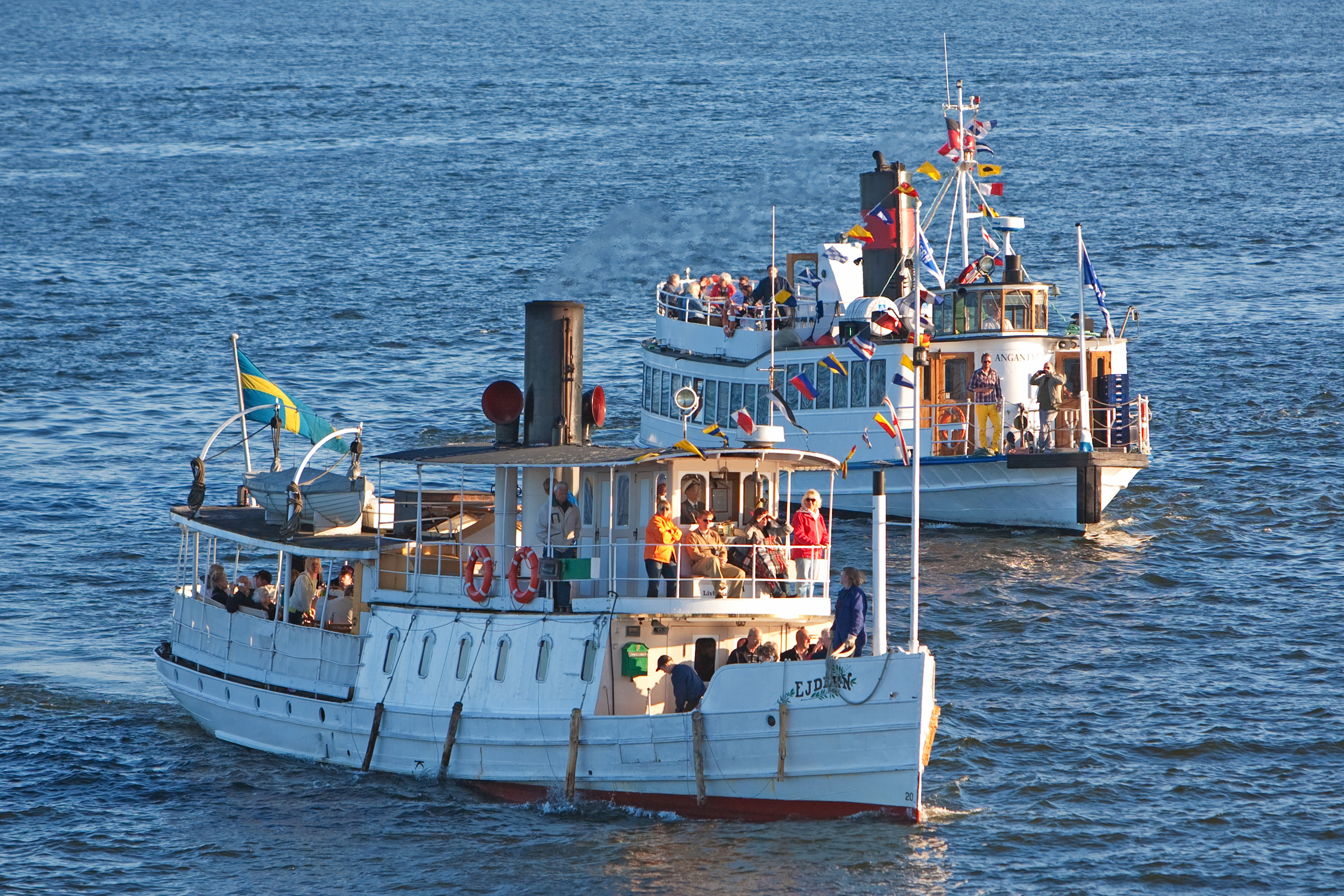
S/S Eidern och M/S Angantyr anländer Vaxholm 2012
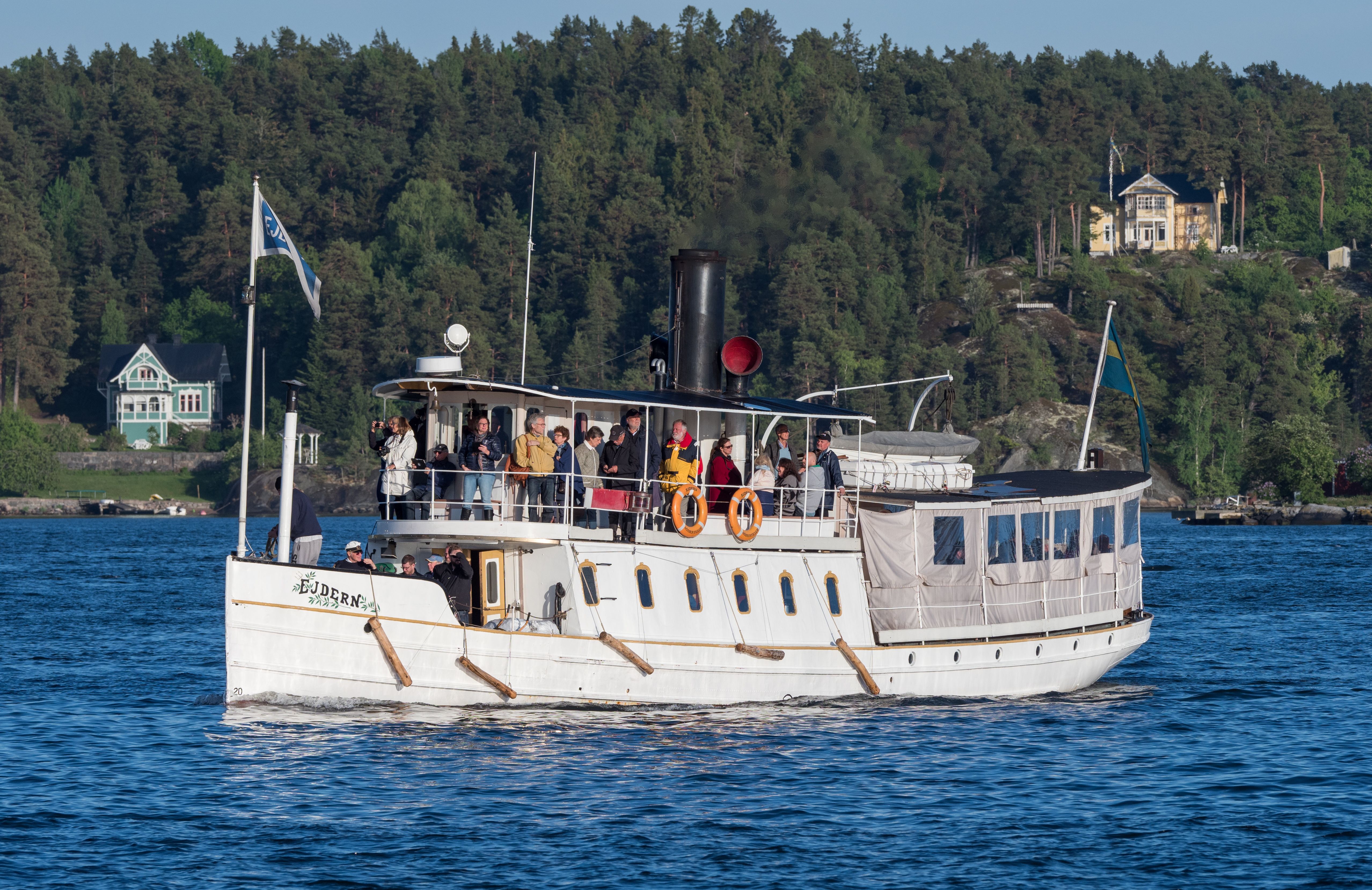
S/S Ejdern på Söderfjärden 2017
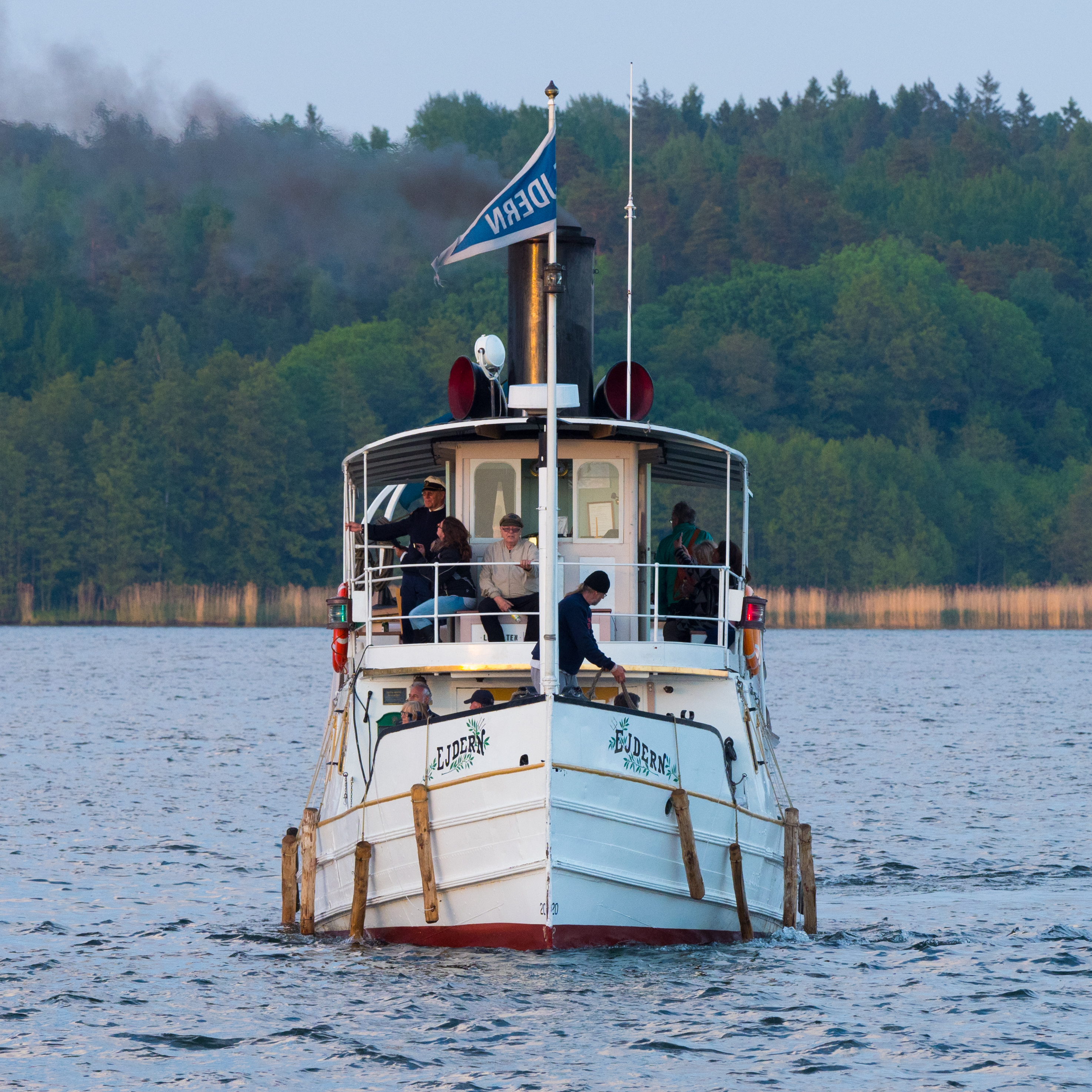
S/S Ejdern angör Vaxholm 2017
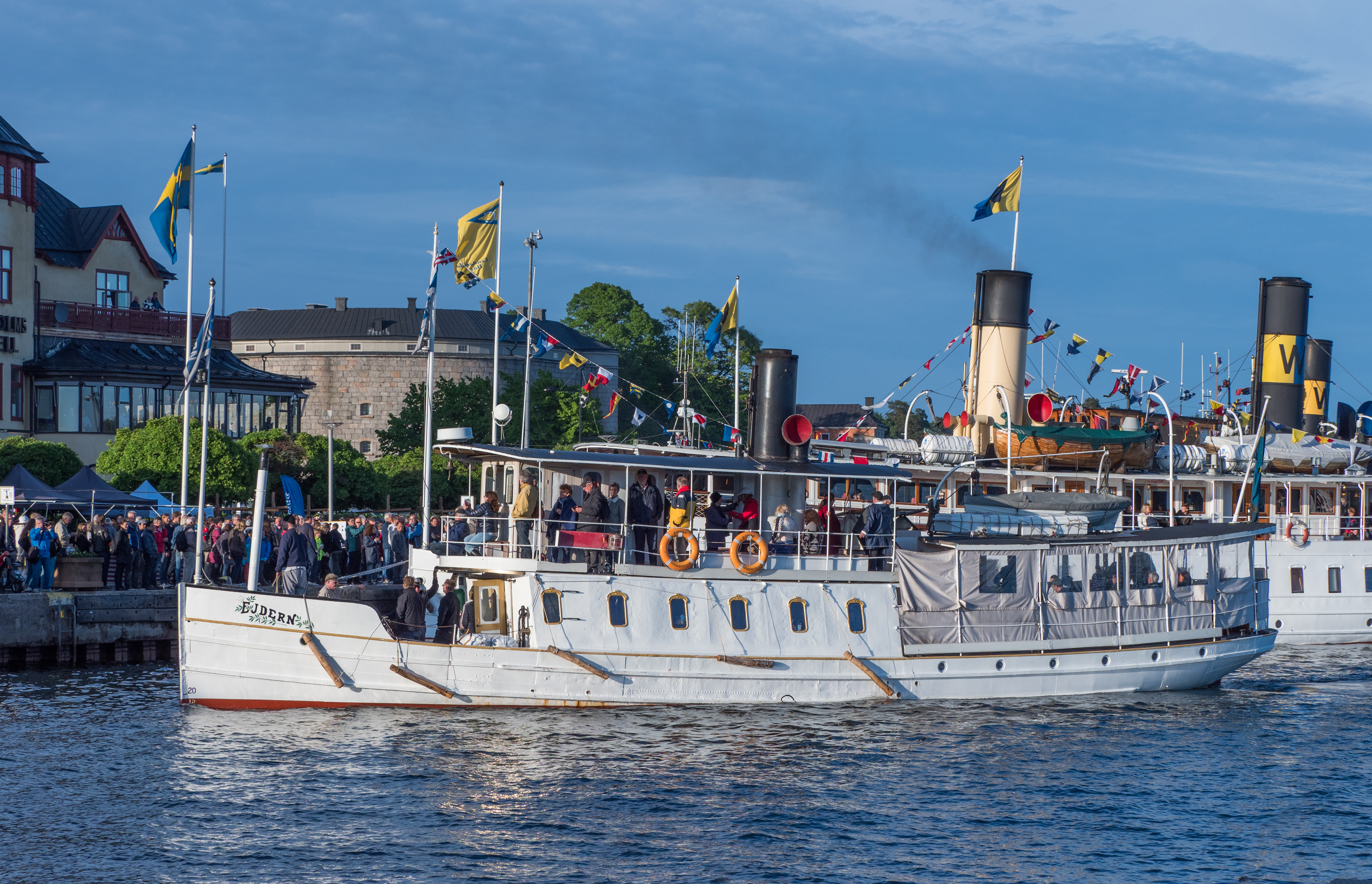
S/S Ejdern i Vaxholm 2017
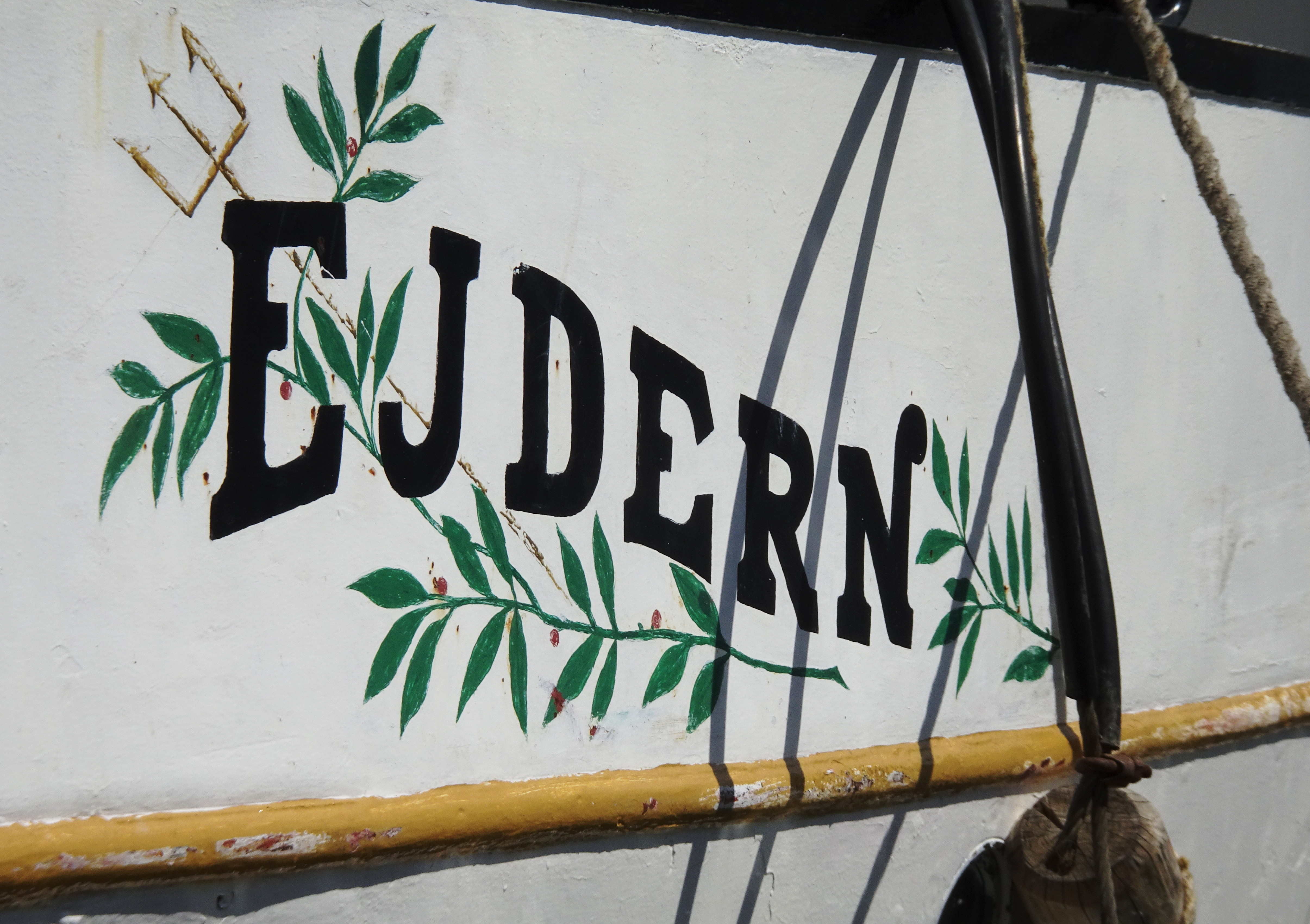
Fartygets namn Ejdern 2017
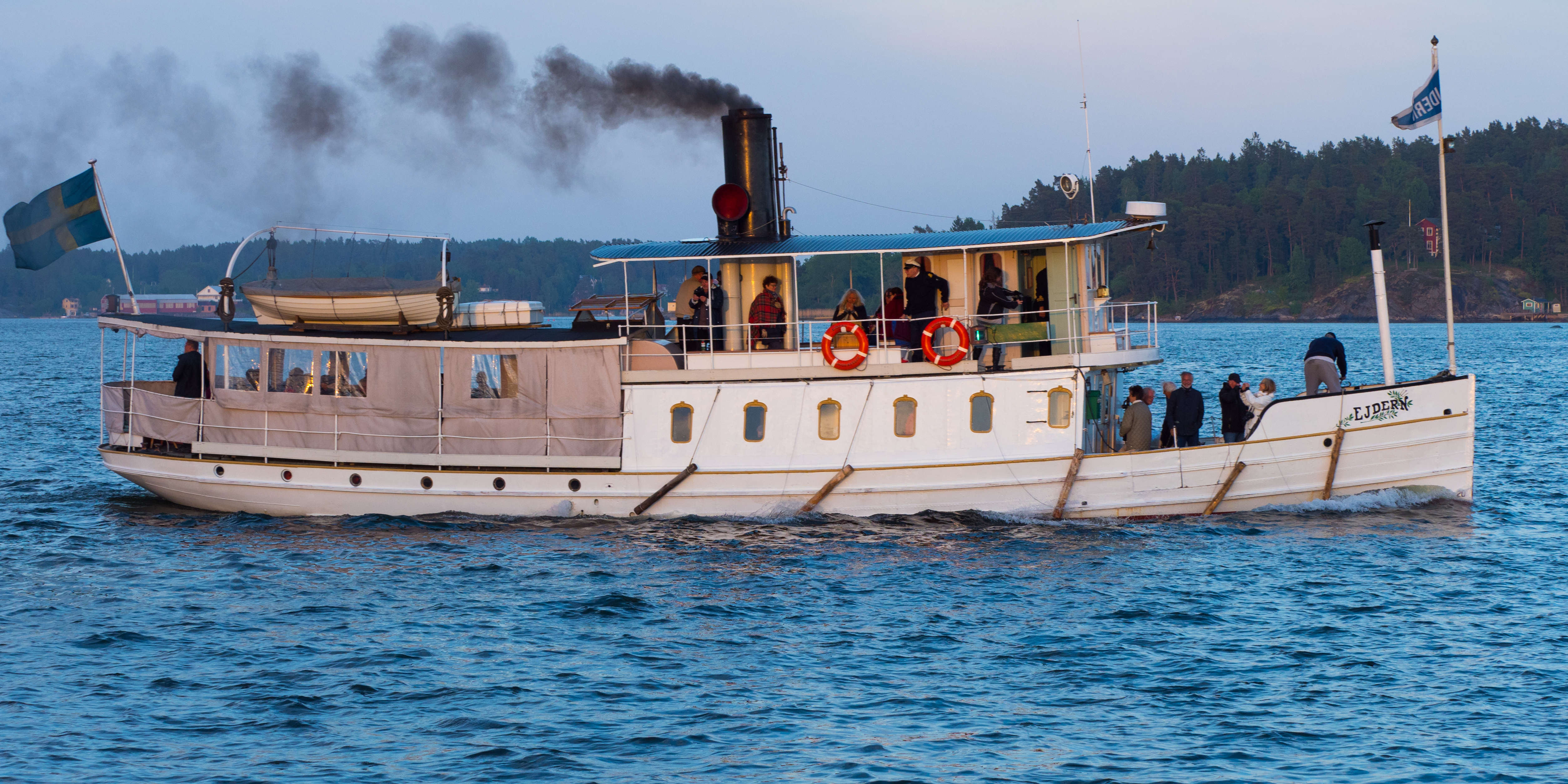
S/S Ejdern Lämnar Vaxholm i solnedgång 2017